# Брандейский университет
Брандейский университет, или Университет Брендайса [ˈbrændaɪs] — частный американский исследовательский университет. Он располагается в юго-западной части Уолтема, штат Массачусетс, в 14 км к западу от Бостона. В университете учатся около 3 600 студентов бакалавриата и 2 200 студентов, получающих последипломное образование. В 2010 году рейтинг журнала U.S. News and World Report поставил университет на 34-е место среди университетов США. Журнал Форбс в 2010 году поместил университет на 57-е место среди университетов и колледжей США.
Университет был основан в 1948 году как секулярное учреждение для совместного обучения мужчин и женщин на месте бывшего университета Middlesex University. Университет назван в честь Луи Брэндайса (1856—1941), знаменитого в США юриста еврейского происхождения.
Талисман — сова Олли (названа в честь Оливера Холмса).
Эндаумент университета — US $ 915,1 млн (2015).

## Стоимость обучения
На сегодняшний день очное обучение оценивается в 40 514 долларов в год.

## История

### Основатели
Сооснователями являлись Исраэль Гольдштейн, Джордж Алперт (George Alpert), Раглз Смит (C. Ruggles Smith), Альберт Эйнштейн и Абрам Сакер.

### Инцидент с фондом Эйнштейна
Университет имел поддержку и был связан с именем А. Эйнштейна с 5 февраля 1946 года, когда он согласился представлять «Фонд высшего образования Альберта Эйнштейна» до 22 июня 1947 года, когда отозвали свою поддержку.

### Студенческие волнения в зале Форда

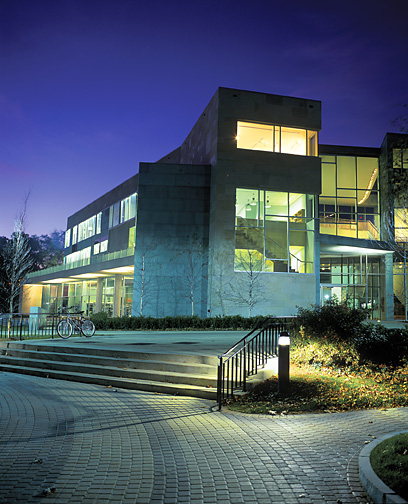
Shapiro Campus Center

8-18 января 1969 года около 70 черных студентов захватили и удерживали корпус Зал Форда. Протестующие выдвинули список из десяти требований Большинство требований были удовлетворены. Корпус был снесён в августе 2000 года для строительства более нового Shapiro Campus Center, который был открыт 3 октября 2002 года.

### Музей искусств Роза
Музей был открыт в 1961 году.

### Президенты
- Abram L. Sachar 1948 − 68
- Morris Berthold Abram 1968 — 70
- Charles I. Schottland 1970 — 72
- Marver H. Bernstein 1972 — 83
- Evelyn E. Handler 1983 — 91
- Stuart H. Altman (и. о.) 1990 — 91
- Samuel O. Thier, M.D. 1991 — 94[14]
- Jehuda Reinharz 1994—2010
- Фредерик М. Лоуренс[англ.] 2011—2015
- Lisa M. Lynch (и. о.) 2015—2016
- Ronald D. Liebowitz с 2016 г.

## Факультеты, департаменты, школы и колледжи в составе университета
- College of Arts and Sciences
- Graduate School of Arts and Sciences
- Heller School for Social Policy and Management
- Rabb School of Summer and Continuing Studies
- Brandeis International Business School

Колледж наук и искусств содержит 24 департамента и 22 совместных программы, 43 основных и 47 дополнительных программ.

### Институт журналистики расследования Шустера
Открыт в сентябре 2004 года, впервые в истории США.

### Социологический исследовательский институт Стейнхарда
The Steinhardt Social Research Institute был создан в 2005 году на средства Michael Steinhardt.

### Женский учебно-исследовательский центр
Центр основан и управляется Shulamit Reinharz, женой бывшего президента университета Jehuda Reinharz, располагается в кампусе в корпусе Эпштейна.

### Рейтинги
- No. 21 среди 25 университетов США[16]
- US News and World Report — No. 31 в 2009 году. Университет был отмечен как «Самый выбираемый». No. 9 среди «Самые либеральные студенты»[17]

## Знаменитые выпускники и преподаватели
Один из самых маленьких и молодых исследовательских университетов США произвёл множество талантливых и успешных в разных областях выпускников.
Среди самых известных политические активисты Эбби Хоффман и Анджела Дэвис, журналист Томас Фридман, конгрессмен Stephen J. Solarz, физик Эдвард Виттен, писатель Ха Цзинь, политический теоретик Майкл Уолцер, актриса Дебра Мессинг, философ Майкл Сэндел, журналист и писатель Митч Элбом.
Среди профессоров прошлого и настоящего — композитор Леонард Бернстайн, социальный теоретик Герберт Маркузе, психолог Абрахам Маслоу, борец за права человека Элеонора Рузвельт, писатель Людвиг Льюисон, историк David Hackett Fischer, экономист Томас Соуэлл, дипломат Dennis Ross, поэтесса и гражданская активистка Адриенна Рич, детская писательница Маргрет Рей, социолог Морри Шварц, философ Давид Зильберман.

## Спорт

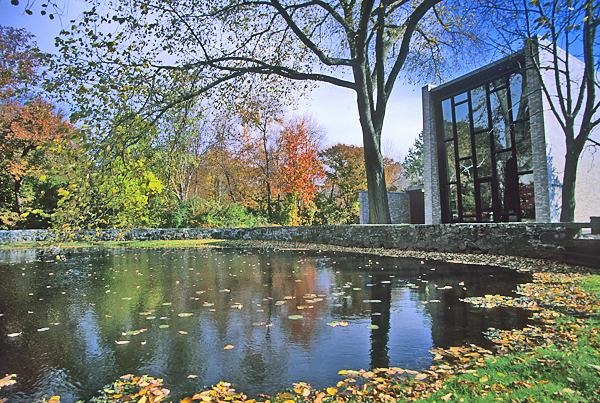
Пруд Chapels

Атлетическая команда университета называется Судьи (The Judges) и выступает в конференции University Athletic Association (UAA) Национальная ассоциация студенческого спорта (NCAA) Division III.
Университет Брандейса представляют 10 команд по таким видам спорта как бейсбол, баскетбол, кросс-кантри, фехтование, гольф, лёгкая атлетика, футбол, американский футбол, теннис, волейбол.
В университете 20 спортивных клубов и множество спортивных секций: яхтинг (бывший университетский вид спорта), регби, алтимат фризби, академическая гребля, лакросс, хоккей на траве, сквош, мужской волейбол и боевые искусства.